# تملق

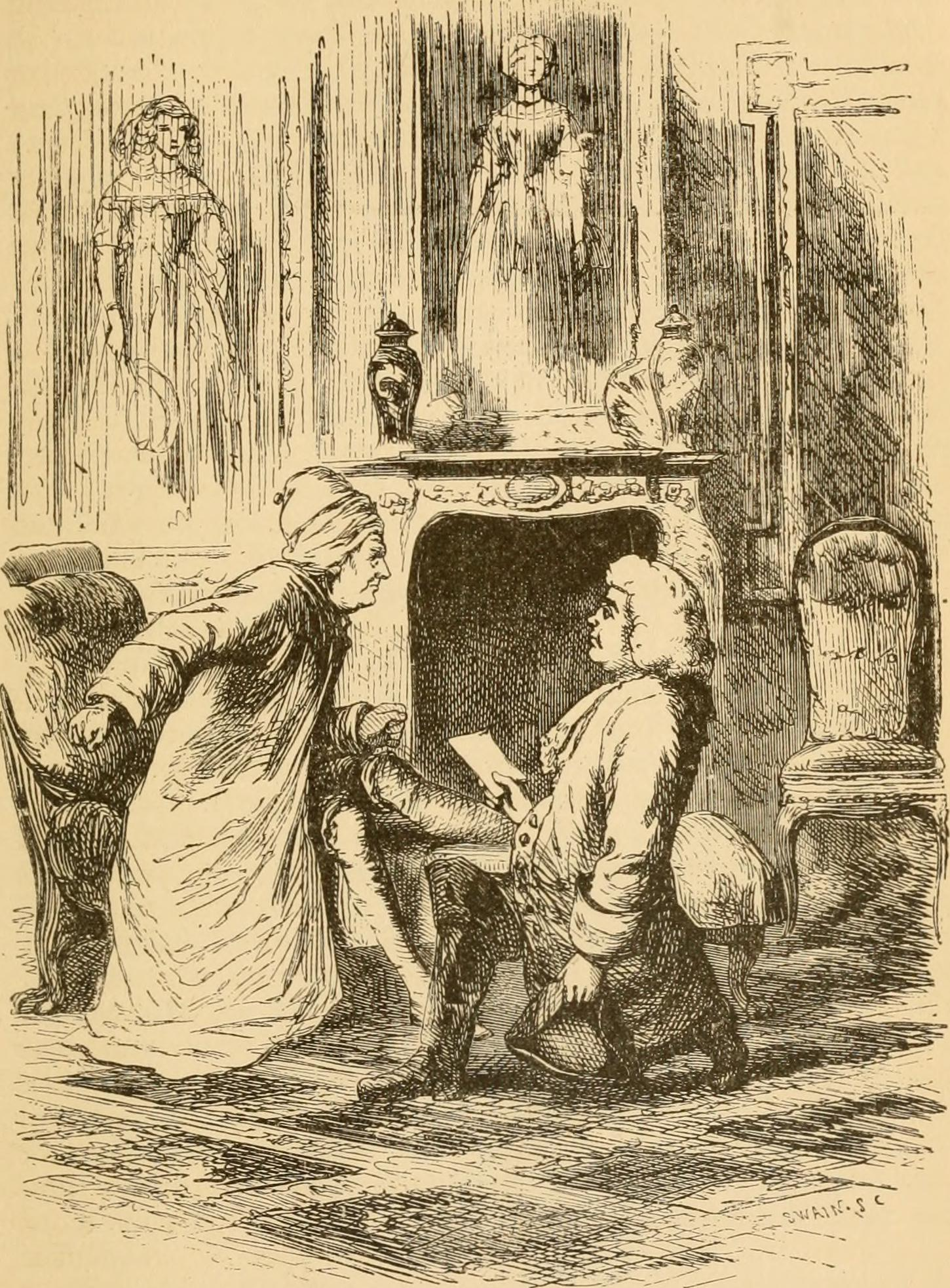

يُعرف التملق (أو ما يعرف بالملاطفة أو التقرب والالتصاق) بأنه فعل إظهار المديح بشكل مبالغ، والهدف منه هو إثراء وإرضاء النفس المرتبطة بالموضوع، وكما يستخدم في المحادثات كطريقة لخلق التودد الجنسي أو الرومانسي.
وتاريخيًا، استخدم التملق كطريقة للحديث عند مخاطبة الملك أو الملكة. ففي عصر النهضة، كان التملق طريقة شائعة تستخدم بين الكُتاب لمدح الملك مثل الكاتب إدموند سبنسر عند مدحه للملكة إليزابيث الأولى في ملكة الجن، وأيضا كما فعل وليم شكسبير مع الملك جيمس الأول في مكبث، وأيضا نيكولو مكيافيلي مع لورينزو الثاني دي ميديشي في كتاب الأمير.
وهناك بعض الروابط السلبية التي تتعلق بالتملق، ومثال الوصف السلبي المذكور على مدار التاريخ هو الكتاب المقدس في الكوميديا الإلهية، حيث صور «دانتي» المتملقين المتوغلين في البراز الإنساني، مشيرا إلى أن كلماتهم تعادل الغائط وذكر ذلك في البيولوجية الثانية لقصيدة الدائرة الثامنة في الجحيم.
وتعتبر الشخصية المتملقة غير الصادقة مثل الشخصية النمطية في العمل الأدبي، وهناك العديد من الأمثلة مثل ورمتانج من رواية سيد الخواتم لـ جون رونالد رويل تولكين، جونريل وريغان من الملك لير، وأياغو من عطيل.
وقد أعطى المؤرخون والفلاسفة أهمية للتملق كمشكلة أخلاقية وسياسية، وقد كتب بلوتارخ مقال عن «كيف تعرف أن صديقك متملق». وكان يوليوس قيصر مشهور بتملقه، وفي مديح الجنون أشاد إيرازموس بـ التملق بوصفه أنه «يرفع الروح المعنوية المحبطة ويريح الحزين، ويثير اللامبالِ، ويحرك الصلب، ويبهج المريض، ويقيد المندفع، ويجمع العشاق معا ويبقيهم متحدين».
وهناك معنى آخر لكلمة «المتملق» التي تشير إلى العمل الفني أو الملابس التي تظهر صاحبها أكثر جاذبية مثل:
- الملك كان مسرور بالصورة، لأن خصره كان مغري جدا.
- أعتقد أنى سأرتدي الفستان الأخضر لأنه يظهر إغراء ساقي.

## وصلات خارجية
- مقولات عن التملق